# Hierodula punctipectus coxalis
Hierodula punctipectus coxalis es una subespecie de mantis de la familia Mantidae.

## Distribución geográfica
Se encuentra en Nueva Guinea.